# Schwalbe Women's One Day Classic
Le Schwalbe Women's One Day Classic est un course cycliste australienne féminine créée en 2025. Elle se dispute annuellement en janvier lors de la campagne des courses australiennes. La course est classée en 1.Pro.

## Histoire
Pour sa première édition, la course est remportée par Clara Copponi pour la Lidl-Trek.

## Palmarès
| Année | Vainqueur     | Deuxième      | Troisième        |
| ----- | ------------- | ------------- | ---------------- |
| 2025  | Clara Copponi | Georgia Baker | Rachele Barbieri |